# Microtus thomasi
Microtus thomasi е вид бозайник от семейство Хомякови (Cricetidae).

## Разпространение
Видът е разпространен в Албания, Босна и Херцеговина, Гърция и Черна гора.